# Fekete Angyal-ügy
Az ún. Fekete Angyal-ügy egy magyarországi bűncselekmény-sorozat volt. Ez volt első olyan magyarországi eset, amikor a hatóságok egy kórházi sorozatgyilkosságra emlékeztető ügyben vizsgálódtak. A bíróság az elkövető beismerő vallomása ellenére nem mondta ki, hogy gyilkosság történt. A közvélemény által csak Fekete Angyal néven említett ápolónőt emberölés helyett foglalkozás körében elkövetett veszélyeztetésben mondták ki bűnösnek.

## Kórházi sorozatgyilkosságok
A kórházi gyilkosságsorozat a sorozatgyilkosságok szociális intézeti körülmények között elkövetett sajátos típusát jelenti. A gyilkosságsorozatot elkövető orvos vagy ápoló (az "angyal") olyan helyen dolgozik, ahol életkoruknál fogva kiszolgáltatott, illetve súlyos betegségben szenvedő emberekkel van körülvéve, jobbára kórházakban, elmegyógyintézetekben, árvaházakban vagy idősek otthonában. Az elkövető lehet magányos, illetve több elkövető alkothat bűnszövetséget is.
A klasszikus esetben a kórházi dolgozó nyereségvágy vagy frusztrációja miatt dönt úgy, hogy a rendelkezésére álló eszközökkel a legnehezebb feladatokat jelentő, elviselhetetlenül viselkedő, esetleg egyszerűen csak ellenszenves ápoltakat elpusztítja. Az ilyen elkövetők tudtában vannak gyilkos mivoltuknak, több sikeres gyilkosság után pedig kialakul náluk egyfajta betegeikkel szembeni felsőbbrendűségi érzés. (Ebbe a csoportba tartoztak az Ausztriában 1989-ben elítélt Halál Angyalai bűnszervezet tagjai, akik az általuk kiválasztott pácienseket megfojtották.)
A nem klasszikus típusban a kórházi dolgozó a végstádiumban lévő beteg megmásíthatatlan szenvedései láttán dönt úgy, hogy véget vet a fölösleges kínoknak és a beteget az általa hozzáférhető eszközökkel a nemsokára amúgy is bekövetkező halálba segíti. Az ilyen gyilkosság esetén az elkövetőből hiányzik az áldozat elleni indulat vagy a haszonszerzés iránti vágy. A gyilkost a beteg értelmetlen szenvedéseinek csökkentése motiválja, amelyre a kór elhatalmasodásáig a fájdalomcsillapítók alkalmas eszközök voltak. Ám a betegség utolsó szakaszában a korábban bevált szerek hatástalanná válnak, így a beteg fájdalmait már csak a halál szüntetheti meg. Ez a fajta aktív eutanázia azonban a humánus motivációtól függetlenül gyilkosság, hiszen a halálba segítés – a beteg kommunikáció-képtelen állapota miatt – kéretlenül, jogi kereteken kívül és jellegénél fogva önkényesen megválasztott eszközökkel  történik. A "kegyelemből ölés" protokollá válásával a dolgozóból az eljárást egyre fásultabban alkalmazó kórházi sorozatgyilkos válhat, aki esetleg a nem végstádiumban lévő betegeket is megöli.
A kórházi sorozatgyilkos harmadik (legritkább) típusa a hősködő, aki elismerésvágytól hajtva szándékosan ront a beteg állapotán, hogy aztán látványos erőfeszítéssel visszahozza az életbe. Ez sajnos nem minden esetben sikerül.
A kórházi sorozatgyilkosságok felderítése rendkívül nehéz, hiszen olyan helyen történnek, ahol egyébként is rendszeresek a halálesetek. Az "angyal" jelleme eltér a sorozatgyilkosok többi típusától, jobbára magasan képzett, bűnözői múlttal nem rendelkező személy, akinek az elkövetett gyilkosságból semmiféle látható haszna vagy perverz öröme nem származik. Az ilyen esetek feltárását tovább nehezítő körülmény, hogy a gyilkosság ténye a nem hozzáértő szemlélő számára nem nyilvánvaló, annak feltárásához olyan hozzáértő személyek (orvosok, ápolók) közreműködésére van szükség, akik számára létfontosságú a szakmájukat övező társadalmi bizalom megőrzése. Az ismertté vált kórházi sorozatgyilkosok körében a nemek aránya kiegyenlített. A Fekete Angyal-ügy előtt Magyarországon kórházi sorozatgyilkosság (vagy arra emlékeztető eset) nem vált ismertté.

## Az ügy története

### A Fekete Angyal-ügy kezdete
Faludi Tímea szakközépiskolai tanulmányainak befejezése, 1994 óta dolgozott nővérként a Nyírő Gyula kórházban Angyalföldön. Munkatársai rendkívül teherbíró, tapasztalt, szorgalmas, ugyanakkor nehezen barátkozó és értelmetlen nagyotmondásokba bonyolódó emberként írták le Faludit. (Munkatársainak például azt állította, hogy férjezett, miközben nem volt az.) Az esetet árnyalja, hogy Faludi Tímea munkaszerződése 2001. március 31-én lejárt volna.
A Nyírő Gyula kórház belgyógyászati osztályán korábban is felfigyeltek arra a jelenségre, hogy egyes nővérek önkényesen injekciókat adnak be betegeknek. Ezt az eljárást a kórház egy 1999-ben tartott munkahelyi értekezleten a leghatározottabban megtiltotta a munkakörben dolgozó alkalmazottainak. 
Az ápolók között tevékenykedő Faludi Tímea ennek ellenére tovább folytatta az önkényes, orvosi felügyelet nélküli kezeléseket. Munkatársai nem csak az önkényes injekciózásra figyeltek fel, hanem olyanokat is suttogtak egymás között, hogy Faludi műszakjai idején megnövekedett a rákbetegek elhalálozása. (Az osztályvezető 2001-ben ezt cáfolta, az osztályon nem növekedett a halandóság Faludi ott töltött ideje alatt, Faludi műszakjai alatt sem volt emelkedés.) 2001 februárjában az egyik ápoló arra lett figyelmes, hogy Faludi orvosi utasítás nélkül injekciót ad be egy súlyos rákbetegnek, aki nem sokkal később meghalt. Az ápoló az esetről beszámolt a kórház igazgatójának, aki a rendőrségre ment és feljelentést tett az ügyben. Bizonyíték hiányában a rendőrök kamerákat szereltek fel a kórházban és figyelték a nővér munkáját, hiába. A megfigyelés időtartama alatt Faludi semmiféle szabálytalanságot nem követett el. A rendőrség ennek ellenére 2001. február 15-én őrizetbe vette Faludi Tímeát.

### Nyomozás
A letartóztatott Faludit gyanúsítottként hallgatta ki a rendőrség. Faludi az eljárás folyamán végig együttműködő volt, beleegyezett a hazugságvizsgálatba is. A hazugságvizsgálat során az ápolónő azt vallotta, hogy a kórházban körülbelül 40 esetben adott be orvosi engedély nélkül különböző szereket súlyos betegeknek, akik közül többen meg is haltak. Rögtön a nyomozás elején bebizonyosodott, hogy a nővér nem a családokkal összejátszva, a családok által juttatott előnyökért cserébe adott be veszélyes szereket a betegeknek. Faludi vallomása szerint a szerek beadásával nem ölni akart, hanem elsősorban a betegek szenvedését akarta enyhíteni, ugyanakkor elismerte, hogy a szerek elősegíthették a betegek halálát. A negyven esetből előbb 19, majd 21 esetben névhez is tudta kötni a szer beadását, a többire nem emlékezett. A nyomozók végül összegyűjtötték a Faludi műszakjai alatt elhunyt 44 személy kórházi lázlapjait, ezek közül Faludi Tímea 8-at választott ki azt állítván, hogy tulajdonosaik bizonyosan az általa beadott injekciók következtében haltak meg. A holttestek vizsgálata azonban ekkorra már szinte lehetetlen volt, egy kivételével valamennyi szóba jöhető holttestet elhamvasztottak.
A nyomozásra (és később a bírósági szakaszra is) rányomta bélyegét, hogy Faludi többször is visszavonta vagy módosította vallomásait, amelyek olykor kis mértékben, máskor gyökeresen különböztek az előző verziótól. A rendőrség egyre csökkenő számú, előbb öt, majd végül három esetben látta bizonyítottnak, hogy Faludi injekciója szerepet játszott a betegek halálában. A nyomozás eredményét 2001 októberében vádemelési javaslattal továbbította az ügyészségnek.

### Per és ítéletek
Faludi Tímeát az ügyészség nyolc rendbeli gyilkosság elkövetésével vádolta meg. A vádat mindössze két személy vallomására alapozták, az egyik Faludi beismerő vallomása, a másik pedig az engedély nélküli injekciók beadását megfigyelő munkatárs vallomása volt.
A gyilkosság elkövetése azonban Faludi beismerő vallomása mellett sem volt bizonyítható. Faludi munkatársainak vallomásából több alkalommal kiderült, hogy az ápolónő rosszul emlékezett az egyes esetekre. Az egyik ügyben például azt állította, hogy egy beteg az általa többször is beadott nagy mennyiségű morfium miatt halt meg, de a kezelést irányító orvos feljegyzéseiből kiderült, hogy ezt nem tehette meg, mivel aznap más ápoló volt szolgálatban. A per folyamán három orvos is azt vallotta, hogy ha Faludi a legyengült betegeknek csakugyan azokat a szereket adta volna be, amelyek a vádiratban szerepeltek, akkor a betegek nem órák múlva haltak volna meg, hanem perceken belül. Faludi olyan szerek beadásáról is beszámolt, amelyekhez ápolóként csak az orvos jóváhagyásával férhetett hozzá, az orvosok által vezetett nyilvántartás azonban kizárta, hogy a nő az általa elmondott módon hozzájuthatott a nevezett szerekhez.
A nővért 2002 decemberében Fővárosi Bíróság több emberen elkövetett emberölés kísérletében és négy rendbeli foglalkozás körében elkövetett veszélyeztetésben találta bűnösnek. Az ügyész emberölésre vonatkozó vádját Faludi beismerő vallomása ellenére elutasította a bíróság, mivel bizonyíthatatlannak látták, hogy a súlyos betegségben szenvedők – akiknek halálára egyébként is számítani lehetett – csakugyan a Faludi által beadott szerek hatására veszítették életüket. A veszélyeztetés miatt Faludit a bíróság kilenc év fegyházra ítélte, illetve az ápolói szakma űzésétől mellékbüntetésként örökre eltiltotta. Az első fokú ítélet ellen az ügyészség súlyosbításért fellebbezett. A másodfokú tárgyaláson Faludi a korábbihoz hasonló taktikát alkalmazott, a per végén korábbi vallomását visszavonva azt állította, hogy az egész ügyet csak kitalálta.
Az ügyet másodfokon tárgyaló Fővárosi Ítélőtábla súlyosbító körülményként vette figyelembe, hogy a nővér tette alkalmas volt az egészségügybe vetett közbizalom megingatására. A jogerős ítélet alapján a nőnek 11 évet kellett börtönben töltenie. Faludi Tímea a börtönben példás magaviseletet tanúsított, többször részesítették dicséretben. Az ápolónőt 2009 júniusában, a büntetés kétharmadának letöltése után szabadon bocsátották. Az asszony a róla szóló kis számú híradás szerint szabadulása után teljesen feltűnésmentes és hétköznapi életet élt[mikor?].

## Fekete Angyal-ügy hatása
A Fekete Angyal-ügy a maga idején számtalan reakciót váltott ki a társadalomból. Az eset nyomán megélénkült az aktív eutanázia Magyarországi bevezetéséről szóló közbeszéd.
Frenkl Róbert szerint a Fekete Angyal-ügy valószínűleg nem gyilkosság, mert egy nővér a Faludi által leírt módon egyszerűen nem képes egy ilyen nagyságrendű gyilkosságsorozat feltűnés nélküli kivitelezésére. Frenkl érvei szerint a nővérek és ápolók munkája Magyarországon olyan szoros orvosi kontroll mellett zajlott, hogy gyakorlatilag nem csak egy ilyesfajta gyilkosságsorozat elkövetése volt lehetetlen, de nagy valószínűséggel már egyetlen gyilkossági kísérlet is gyors lebukáshoz vezetett volna. Frenkl szerint Faludi Tímea valószínűleg egy eltúlzott mesét adott elő, amelynek a célja a figyelemfelkeltés.
Az eset jelentőségének megítélhetőségét rontja, hogy maga az elkövető sem tudott meggyőződni az emberölési kísérlet sikeréről, az áldozatok számára vonatkozó kijelentések még a tettes részéről sem többek spekulációnál. A Faludi Tímea áldozatainak számáról szóló becslések között jelentős szórás van. A tevékenységéhez köthető halálesetek számát Faludi kezdetben 40-re becsülte. A sajtó ebben az időben 30-50 lehetséges áldozatról beszélt. Faludi később nyolc olyan halálesetet emelt ki, amely bizonyosan az ő tevékenysége miatt következett be, ezek közül kettő esetében bizonyosodott be, hogy az asszonynak nem lehet köze a beteg halálához, a többi esetben pedig a bíróság nem találta a vádat bizonyíthatónak. Így a nővér áldozatainak száma 40 és 0 között mozoghat. Ha Faludi csakugyan kioltotta az általa beismert 8 ember életét, akkor a "Fekete Angyal" egyike a legtöbb áldozatot szedő magyarországi sorozatgyilkosoknak.
A bulvársajtó az orvosszakmai érvek és a bírósági ítélet ellenére a legkíméletlenebb gyilkosok közé sorolja Faludi Tímeát, a róla szóló szenzációhajhász cikkekben rendszeresen Fekete Angyalként említik és sorozatgyilkosként hivatkoznak rá.
Faludi Tímea történetéből írta Sopsits Árpád a Fekete angyal című drámát.